# Hazai Attila Irodalmi Díj
A Hazai Attila Irodalmi Díjat a Kortárs Írói Alapítvány Hazai Attila Emlékére alapította 2016-ban, hogy évente elismerésben és támogatásban részesítsen egy-egy pályakezdő vagy középgenerációs írót, aki Hazai Attilához hasonlóan szuverén, újító, kísérletező és kockázatvállaló szerző, jelentős művel hívta már fel magára a figyelmet, és akire szintén jellemző a társművészetek iránti nyitottság, fogékonyság.
A Kortárs Írói Alapítvány Hazai Attila Emlékére 2012 őszén, az író halálának évében jött létre édesanyja, Hazai Éva kezdeményezésére. Az alapítvány célja a hagyaték gondozása mellett a fiatalon elhunyt író emlékének ápolása, továbbá, hogy segítse a hozzá hasonlóan nyitott, újító szellemiségű szerzőket.
Az alapítvány elnöke Garaczi László, rajta kívül a kuratórium alapító tagjai: Hazai Éva, Németh Gábor és Podmaniczky Szilárd; 2017-től kuratóriumi tagok: Berta Ádám, Garaczi László, Németh Gábor, Sarankó Márta és Szegő János. Az általuk felkért zsűri tagjai 2016-tól Nagy Gabriella, Parti Nagy Lajos, Szegő János és Szilasi László voltak; 2017-től a zsűrihez a mindenkori előző évi díjazott is szavazati joggal csatlakozik. 2019 óta a zsűri tagjai: Gaborják Ádám, Nagy Gabriella és Szüts Miklós (1945–2024†). 2025-től helyét a zsűriben Gács Anna vette át. A díjazott kiválasztása során az alapítvány kuratóriuma egy közös szavazattal vesz részt a döntésben.
Az alapítvány által létrehozott Hazai Attila Irodalmi Díj eredetilg 1 millió, majd 2021 óta 1,2 millió forint pénzjutalommal jár, átadására Hazai Attila születésnapja alkalmából kerül sor. A kuratórium és a zsűri tagjai 2020-ig a Budapesti Nemzetközi Könyvfesztiválon hozták nyilvánosságra, hogy ki nyerte el a díjat, amelyet első alkalommal Bartók Imre vehetett át. A könyvfesztivál időpontjának megváltozása óta a hírt elsőként az alapítvány médiapartnere, a Litera irodalmi portál (Litera.hu) közli a díj átadása előtt legalább egy héttel.

## Díjazottak
- 2016: Bartók Imre[7]
- 2017: Tóth Kinga[8]
- 2018: Orcsik Roland[9]
- 2019: Nemes Z. Márió[10]
- 2020: Kiss Tibor Noé[11]
- 2021 Zilahi Anna[12]
- 2022 Szabó Marcell[13]
- 2023 Szőcs Petra[14]
- 2024 Borsik Miklós[15]